# Savenay
Savenay község Franciaország nyugati részén, Loire-Atlantique megyében, Loire mente régióban helyezkedik el. A történelmi Bretagne része. Lakosainak száma 9465 fő (2022. január 1.). Savenay Campbon, Bouée, Bouvron, La Chapelle-Launay, Fay-de-Bretagne, Lavau-sur-Loire és Malville községekkel határos.

## Népesség
| Lakosok száma | 4317 | 5679 | 5314 | 6899 | 8100 | 8319 | 8679 | 9064 | 9283 | 9465 |
|               | 1968 | 1982 | 1990 | 2006 | 2013 | 2015 | 2017 | 2019 | 2020 | 2022 |

## Éghajlata
| Hónap                                                  | Január | Február | Március | Április | Május | Június | Július | Augusztus | Szeptember | Október | November | December | Év    |
| ------------------------------------------------------ | ------ | ------- | ------- | ------- | ----- | ------ | ------ | --------- | ---------- | ------- | -------- | -------- | ----- |
| Átlagos maximális hőmérséklet (°C)                     | 11,3   | 12,7    | 11,9    | 15,0    | 21,0  | 22,1   | 22,9   | 21,6      | 19,9       | 16,3    | 12,0     | 8,5      | 16,3  |
| Átlagos minimális hőmérséklet (°C)                     | 4,8    | 4,0     | 5,6     | 6,3     | 11,4  | 12,1   | 13,6   | 14,3      | 9,9        | 7,8     | 6,8      | 2,0      | 8,2   |
| Átlaghőmérséklet (°C)                                  | 8,0    | 8,3     | 8,7     | 10,7    | 16,2  | 17,1   | 18,3   | 18,0      | 14,9       | 12,1    | 9,4      | 5.2      | 12,2  |
| Havi csapadékmennyiség (mm)                            | 106,6  | 61,2    | 71,4    | 63,0    | 73,4  | 31,4   | 73,8   | 52,2      | 66,8       | 59,2    | 63,8     | 63,2     | 786,0 |
| Forrás : St Nazaire, Loire Atlantique(44), - 1961-1990 |        |         |         |         |       |        |        |           |            |         |          |          |       |